# Ahatlı, Elmalı
Ahatlı là một xã thuộc huyện Elmalı, tỉnh Antalya, Thổ Nhĩ Kỳ. Dân số thời điểm năm 2011 là 424 người.